# Henry Patten
Henry Patten (Colchester, 6 maggio 1996) è un tennista britannico.
Ha ottenuto i suoi migliori risultati in doppio, specialità in cui ha vinto Wimbledon 2024  e gli Australian Open 2025, entrambi in coppia con Harri Heliövaara. Vanta altri tre titoli nel circuito maggiore, diversi altri nei circuiti minori e ha raggiunto il 3º posto del ranking ATP nel gennaio 2025. Ha esordito nella squadra britannica di Coppa Davis nel 2024.

## Carriera

### Nei tornei di College statunitensi
Si trasferisce negli Stati Uniti per studiare all'Università della Carolina del Nord ad Asheville e gioca con successo nella squadra di tennis dell'ateneo impegnata nei campionati di College. Vi resta fino alla laurea nel 2019, quello stesso anno torna in patria e prosegue gli studi all'Università di Durham, continuando a giocare a tennis con la squadra di questo ateneo.

### 2019-2021, inizi tra i professionisti e primi titoli ITF
Nel settembre 2019 fa la sua prima apparizione tra i professionisti in un torneo ITF di doppio inglese e l'anno successivo disputa solo tre tornei. Inizia a giocare con continuità nel settembre 2021 e alza il primo trofeo a ottobre vincendo un torneo di doppio M15 a Ithaca, negli Stati Uniti. Il mese dopo vince il primo titolo in singolare all'M15 di Fayetteville e chiude la stagione vincendo un altro M15 in doppio a Heraklion.

### 2022, trionfi nei Challenger, esordio nel circuito ATP e top 70
Nella prima parte del 2022 vince i suoi primi due tornei di doppio M25 a Santo Domingo. Ad aprile inizia a giocare in coppia con Julian Cash e dopo la semifinale raggiunta nel loro primo torneo, vincono consecutivamente tre titoli ITF e il loro primo titolo dell'ATP Challenger Tour sull'erba del prestigioso Surbiton Trophy; con il successo in finale per 4-6, 6-3, [11-9] sugli specialisti Oleksandr Nedovjesov / Aisam Qureshi, Patten guadagna 88 posizioni nel ranking e sale alla 232ª. Continuano a salire in classifica raggiungendo le finali anche nei successivi Challenger 125 di Nottingham, dove si interrompe la serie di 19 vittorie consecutive, e di Ilkley, vinta in due set contro Ramkumar Ramanathan / John-Patrick Smith.
Subito dopo fanno il loro esordio nel circuito ATP a Eastbourne e in una prova del Grande Slam a Wimbledon, raccogliendo due sconfitte al primo turno. Vincono l'ultimo torneo stagionale sull'erba all'ITF M25 Roehampton. Dopo il negativo inizio della trasferta americana, riprendono a vincere nei Challenger aggiudicandosi a fine agosto il torneo di Granby e nei mesi successivi trionfano al Columbus II, a Fairfield, Las Vegas e Charlottesville, Andria e Maia. A fine ottobre Patten fa il suo ingresso nella top 100 e chiude la stagione alla 69ª posizione.

### 2023, prima finale ATP e top 50
All'esordio stagionale nel 2023 vincono il loro primo incontro in un torneo ATP a Pune e raggiungono la semifinale. Vincono il primo incontro anche in una prova dello Slam agli Australian Open ed escono di scena al secondo turno. Arrivano al secondo turno anche nei due successivi tornei ATP. Patten continua a progredire nel ranking con la semifinale persa assieme a Cash al Challenger 175 di Phoenix, dove nei quarti eliminano i numeri 3 e 4 del mondo Rajeev Ram / Joe Salisbury. Il 9 aprile i due britannici giocano la loro prima finale ATP a Houston e vengono sconfitti da Max Purcell / Jordan Thompson con il punteggio di 6-4, 4-6, [5-10]. Si aggiudicano il titolo al successivo Challenger 125 di Sarasota e perdono in semifinale al Challenger 175 di Cagliari, a maggio Patten sale al 50º posto mondiale.
Eliminati al loro esordio assoluto al Roland Garros, a inizio giugno Patten si infortuna alla schiena prima della semifinale al Surbiton Trophy e inizia un periodo di convalescenza. Rientra ad agosto e la settimana dopo perde con Cash la finale al Challenger californiano di Stanford. Agli US Open raggiungono per la prima volta il terzo turno in una prova del Grande Slam e vengono eliminati dai futuri finalisti Rohan Bopanna / Matthew Ebden. Verso fine stagione perde in finale al Challenger 125 di Orléans in coppia con John-Patrick Smith e al Challenger 75 di Bergamo con Francisco Cabral.

### 2024, trionfo a Wimbledon, altri tre titoli ATP e 12º nel ranking
Nei primi tornei stagionali si mette in luce all'ATP di Montpellier raggiungendo la semifinale assieme a Lloyd Glasspool. Al Challenger 175 di Phoenix perde la finale in coppia con Rinky Hijikata. Il 6 aprile vince il suo primo titolo del circuito maggiore all'ATP 250 di Marrakesh, gioca in coppia con Harri Heliövaara e superano in finale Alexander Erler / Lucas Miedler con il punteggio di 3-6, 6-4, [10-4]. La settimana dopo vincono il Challenger di Madrid e quella successiva perdono in finale al torneo ATP di Bucarest contro Sadio Doumbia e Fabien Reboul con il punteggio di 3-6, 5-7. A maggio vincono il Challenger 175 di Torino e a fine mese conquistano il secondo titolo ATP a Lione sconfiggendo in finale in rimonta Yuki Bhambri / Albano Olivetti. Riprende a salire in classifica raggiungendo con Heliövaara il terzo turno al Roland Garros, danno quindi forfait prima di giocare il match e a fine torneo Patten si trova al 42º posto mondiale.
In preparazione a Wimbledon, escono di scena in semifinale sull'erba dell'Eastbourne International. La coppia anglo-finlandese si aggiudica a sorpresa la prova londinese del Grande Slam sconfiggendo in finale le teste di serie nº 15 Max Purcell / Jordan Thompson con il punteggio di 6-7, 7-6, 7-6, ed è per entrambi il primo successo in un Major. Nel corso del torneo avevano eliminato anche le due coppie reduci dalla finale al Roland Garros: al primo turno le teste di serie nº 5 Simone Bolelli / Andrea Vavassori e nei quarti le numero 4, i vincitori di Parigi Mate Pavić / Marcelo Arévalo. A fine torneo fa il suo ingresso nella top 20, in 17ª posizione, e sale alla 12ª dopo l'eliminazione nei quarti di finale al Cincinnati Open. Non superano il terzo turno  agli US Open.
In settembre esordisce nella squadra britannica di Coppa Davis in occasione della fase a gruppi delle Finals di Coppa Davis, viene schierato solo nell'ultima sfida contro il Canada quando i britannici erano già eliminati e conquista l'unico punto per la sua squadra in coppia con Neal Skupski. Di nuovo con Heliövaara, disputa la sua prima finale in un ATP 500 al China Open e vengono sconfitti 5-10 nel set decisivo da Simone Bolelli / Andrea Vavassori. Eliminata al primo turno al Masters 1000 di Shanghai, la coppia vince il successivo 250 di Stoccolma sconfiggendo Petr Nouza / Patrik Rikl con il punteggio di 7-5, 6-3. Si qualificano per le ATP Finals e vincendo tutti i match del girone accedono alla semifinale, persa dopo due tie-break contro i numeri 1 del mondo Pavić / Arévalo.

### 2025, trionfo agli Australian Open e 3º nel ranking
Vincono il loro secondo titolo del Grande Slam agli Australian Open 2025, superano in semifinale Kevin Krawietz / Tim Pütz nel tie break decisivo e hanno la meglio in rimonta su Bolelli / Vavassori con il punteggio di 6-7, 7-6, 6-3. Il successo proietta Patten alla 3ª posizione mondiale. Perdono in semifinale al Qatar Open ATP e la finale ai Dubai Tennis Championships. Escono in semifinale anche al Miami Open – sconfitti dai loro ex compagni di doppio Julian Cash e Lloyd Glasspool – e al Monte Carlo Masters, battuti dai vincitori del torneo Romain Arneodo / Manuel Guinard. Si spingono fino alla semifinale anche agli Internazionali d'Italia e all'Hamburg Open, mentre non superano i quarti al Roland Garros.

## Statistiche

### Doppio

#### Vittorie (5)
| Legenda              |
| Grande Slam (2)      |
| ATP Finals (0)       |
| ATP Masters 1000 (0) |
| ATP Tour 500 (0)     |
| ATP Tour 250 (3)     |

| N. | Data            | Torneo                                     | Superficie  | Compagno         | Avversari in finale             | Punteggio              |
| 1. | 6 aprile 2024   | Grand Prix Hassan II, Marrakech            | Terra rossa | Harri Heliövaara | Alexander Erler Lucas Miedler   | 3–6, 6–4, [10–4]       |
| 2. | 25 maggio 2024  | Open Parc Auvergne-Rhône-Alpes Lyon, Lione | Terra rossa | Harri Heliövaara | Yuki Bhambri Albano Olivetti    | 3–6, 7–6(4), [10–8]    |
| 3. | 13 luglio 2024  | Torneo di Wimbledon, Londra                | Erba        | Harri Heliövaara | Max Purcell Jordan Thompson     | 6(7)-7, 7-6(8), 7-6(9) |
| 4. | 20 ottobre 2024 | Stockholm Open, Stoccolma                  | Cemento (i) | Harri Heliövaara | Petr Nouza Patrik Rikl          | 7–5, 6–3               |
| 5. | 25 gennaio 2025 | Australian Open, Melbourne                 | Cemento     | Harri Heliövaara | Simone Bolelli Andrea Vavassori | 6(16)–7, 7–6(5), 6–3   |

#### Finali perse (4)
| Legenda              |
| Grande Slam (0)      |
| ATP Finals (0)       |
| ATP Masters 1000 (0) |
| ATP Tour 500 (2)     |
| ATP Tour 250 (2)     |

| N. | Data           | Torneo                                       | Superficie  | Compagno         | Avversari in finale             | Punteggio            |
| 1. | 9 aprile 2023  | U.S. Men's Clay Court Championships, Houston | Terra rossa | Julian Cash      | Max Purcell Jordan Thompson     | 6–4, 4–6, [5–10]     |
| 2. | 21 aprile 2024 | Romanian Open, Bucarest                      | Terra rossa | Harri Heliövaara | Sadio Doumbia Fabien Reboul     | 3–6, 5–7             |
| 3. | 2 ottobre 2024 | China Open, Pechino                          | Cemento     | Harri Heliövaara | Simone Bolelli Andrea Vavassori | 6–4, 3–6, [5–10]     |
| 4. | 1º marzo 2025  | Dubai Tennis Championships, Dubai            | Cemento     | Harri Heliövaara | Yuki Bhambri Alexei Popyrin     | 6–3, 6(12)–7, [8–10] |

### Tornei minori

#### Singolare

##### Vittorie (1)
| Legenda        |
| Challenger (0) |
| ITF (1)        |

##### Finali perse (3)
| Legenda        |
| Challenger (0) |
| Futures (3)    |

#### Doppio

##### Vittorie (21)
| Legenda         |
| Challenger (13) |
| ITF (8)         |

| N.  | Data              | Torneo                                                | Superficie        | Compagno         | Avversari in finale                         | Punteggio           |
| 1.  | 4 giugno 2022     | Surbiton Trophy, Surbiton                             | Erba              | Julian Cash      | Oleksandr Nedovjesov Aisam Qureshi          | 4-6, 6-3, [11-9]    |
| 2.  | 18 giugno 2022    | Ilkley Trophy, Ilkley                                 | Erba              | Julian Cash      | Ramkumar Ramanathan John-Patrick Smith      | 7-5, 6-4            |
| 3.  | 27 agosto 2022    | Championnats de Granby, Granby                        | Cemento           | Julian Cash      | Jonathan Eysseric Artem Sitak               | 6-3, 6-2            |
| 4.  | 24 settembre 2022 | Columbus Challenger II, Columbus                      | Cemento (i)       | Julian Cash      | Charles Broom Constantin Frantzen           | 6-2, 7-5            |
| 5.  | 15 ottobre 2022   | Fairfield Challenger, Fairfield                       | Cemento           | Julian Cash      | Anirudh Chandrasekar Vijay Sundar Prashanth | 6-3, 6-1            |
| 6.  | 30 ottobre 2022   | Las Vegas Tennis Open, Las Vegas                      | Cemento           | Julian Cash      | Constantin Frantzen Reese Stalder           | 6-4, 7–6(1)         |
| 7.  | 5 novembre 2022   | Charlottesville Men's Pro Challenger, Charlottesville | Cemento (i)       | Julian Cash      | Alex Lawson Artem Sitak                     | 6-2, 6-4            |
| 8.  | 19 novembre 2022  | Challenger de Drummondville, Drummondville            | Cemento (i)       | Julian Cash      | Arthur Fery Giles Hussey                    | 6-3, 6-3            |
| 9.  | 26 novembre 2022  | Internazionali di Castel del Monte, Andria            | Cemento (i)       | Julian Cash      | Francesco Forti Marcello Serafini           | 7–6(3), 4-6, [10-4] |
| 10. | 3 dicembre 2022   | Maia Challenger, Maia                                 | Terra battuta (i) | Julian Cash      | Nuno Borges Francisco Cabral                | 6-3, 3-6, [10-8]    |
| 11. | 15 aprile 2023    | Sarasota Open, Sarasota                               | Terra verde       | Julian Cash      | Guido Andreozzi Guillermo Durán             | 7–6(4), 6-4         |
| 12. | 13 aprile 2024    | Open Comunidad de Madrid, Madrid                      | Terra rossa       | Harri Heliövaara | Guido Andreozzi Miguel Ángel Reyes Varela   | 7-5, 7-6(1)         |
| 13. | 18 maggio 2024    | Torino Challenger, Torino                             | Terra rossa       | Harri Heliövaara | Andreas Mies Neal Skupski                   | 6–3, 6–3            |

##### Finali perse (8)
| Legenda        |
| Challenger (5) |
| ITF (3)        |

| N. | Data            | Torneo                             | Superficie  | Compagno           | Avversari in finale                | Punteggio           |
| 1. | 11 giugno 2022  | Nottingham Open, Nottingham        | Erba        | Julian Cash        | Jonny O'Mara Ken Skupski           | 6-3, 2-6, [14-16]   |
| 2. | 19 agosto 2023  | Golden Gate Open, Stanford         | Cemento     | Julian Cash        | Diego Hidalgo Cristian Rodríguez   | 7-6(1), 4-6, [8-10] |
| 3. | 1º ottobre 2023 | Open d'Orleans, Orléans            | Cemento (i) | John-Patrick Smith | Constantin Frantzen Hendrik Jebens | 6(5)-7, 6(12)-7     |
| 4. | 4 novembre 2023 | Internazionali di Bergamo, Bergamo | Cemento (i) | Francisco Cabral   | Brandon Nakashima Evan King        | 4-6, 6(1)-7         |
| 5. | 16 marzo 2024   | Arizona Tennis Classic, Phoenix    | Cemento     | Rinky Hijikata     | Sadio Doumbia Fabien Reboul        | 3-6, 2-6            |